# 673 (tal)
673 är det naturliga heltal som följer 672 och följs av 674.

## Matematiska egenskaper
- 673 är ett udda tal.
- 673 är ett primtal[1].
- 673 är ett defekt tal.
- 673 är ett glatt tal.
- 673 är ett lyckotal.
- 673 är ett Ulamtal.
- 673 är ett Prothtal.

## Inom vetenskapen
- 673 Edda, en asteroid.